# Snowy Baker
Reginald Leslie „Snowy” Baker (ur. 8 lutego 1884 w Surry Hills, zm. 2 grudnia 1953 w Hollywood) – australijski pływak, bokser oraz skoczek do wody. 
Startował we wszystkich tych dyscyplinach na igrzyskach olimpijskich w 1908 w Londynie w reprezentacji ustralazji. Zdobył srebrny medal w boksie w kategorii średniej po wygraniu dwóch walk i porażce w finale z Johnem Douglasem. Zajął 4. miejsce w sztafecie pływackiej sztafecie 4 × 200 m stylem dowolnym, a także odpadł w eliminacjach skoków do wody z trampoliny.